# U progu życia (film 1958)
U progu życia (szw. Nära livet) – szwedzki dramat psychologiczny z 1958.

## Fabuła
Akcja filmu dzieje się na oddziale położniczym w jednym ze szwedzkich szpitali. Jest to historia kilku ciężarnych kobiet, które czekają na przyjście na świat dziecka, każda z nich traktuje macierzyństwo inaczej.

## Obsada
- Ingrid Thulin jako Cecilia Ellius
- Inga Landgré jako Greta Ellius
- Ann-Marie Gyllenspetz jako Counsellor Gran
- Gunnar Sjöberg jako dr Nordlander
- Max von Sydow jako Harry Andersson
- Erland Josephson jako Anders Ellius
- Barbro Hiort af Ornäs jako pielęgniarka Brita
- Bibi Andersson jako Hjördis Petterson
- Eva Dahlbeck jako Stina Andersson
- Kristina Adolphson jako pielęgniarka (niewymieniona w czołówce)

## Nagrody i wyróżnienia[1][2]
Międzynarodowy Festiwal Filmowy w Cannes
- W 1958 wygrana w kategorii Najlepsza aktorka (Barbro Hiort af Ornäs, Bibi Andersson, Eva Dahlbeck, Ingrid Thulin).
- W 1958 wygrana w kategorii Najlepszy reżyser (Ingmar Bergman).
- W 1958 nominacja w kategorii Udział w konkursie głównym (Ingmar Bergman).